# DVB-T in Deutschland

DVB-T-Logo

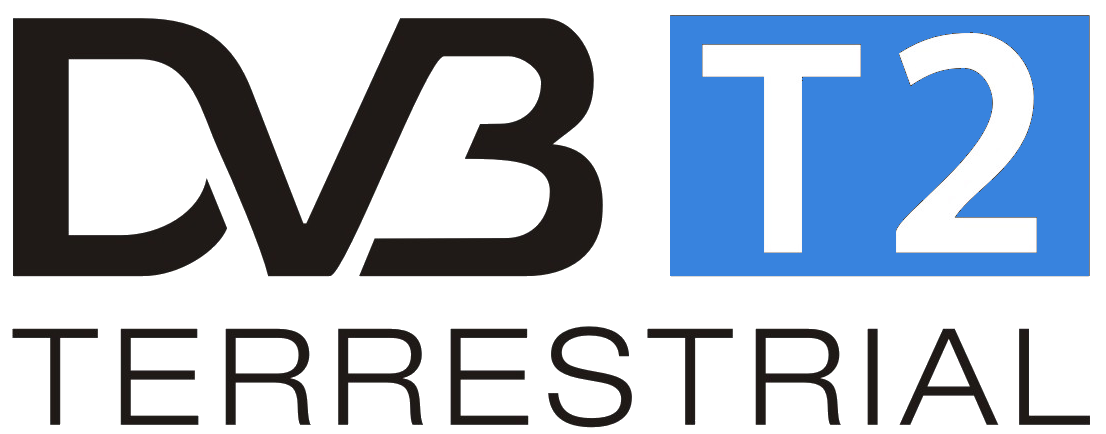
Logo des DVB-T2-Standards

Dieser Artikel beschreibt den Betrieb von DVB-T in Deutschland. Die aktuell in Deutschland verwendete Norm DVB-T2 ist mit veränderten Parametern und Codecs Teil dieses Standards. Die Abkürzung steht für engl. „Digital Video Broadcasting – Terrestrial“; zu Deutsch etwa: „Digitales, terrestrisches Fernsehen“ und bezeichnet eine Variante von DVB, die für die Funkübertragung von digitalen Hörfunk- und Fernsehsignalen über terrestrische (erdgebundene) Wege verwendet wird. DVB-T wurde 1997 von dem Europäischen Institut für Telekommunikationsnormen (ETSI) im Standard EN 300 744 festgelegt. Der modernisierte Nachfolgestandard von DVB-T ist DVB-T2. DVB-T2 kommt für die Signalübertragung mit weniger Bandbreite aus. DVB-T und DVB-T2 (optional in HD-Auflösung) sind die definierten Standards für Antennenfernsehen in Deutschland.
Per Verordnungsänderung hat das Bundeskabinett am 11. Februar 2015 die Neuvergabe von Frequenzen im 700-MHz-Band ermöglicht. Die Umstellung auf DVB-T2 sollte bereits ab 2017 starten und bis 2018 durchgeführt worden sein. Erst 2019 wurde DVB-T von DVB-T2 deutschlandweit ersetzt.

## Verlauf der Umstellung auf DVB-T
Die Abschaltung des analogen Fernsehens beim Übergang auf das digitale Fernsehen wurde geregelt vollzogen. Für den öffentlich-rechtlichen Rundfunk ermöglichte der Rundfunkstaatsvertrag die schrittweise Einstellung der analogen Verbreitung, und zwar unter angemessenen Bedingungen für die Nutzer.
Am Montag, dem 4. August 2003 um 8:00 Uhr, wurde im Großraum Berlin die analoge Verbreitung von Fernsehprogrammen zugunsten der digitalen Verbreitung mittels DVB-T eingestellt. Das war der Beginn der Abschaltung des analogen Antennenfernsehens in Deutschland. Bis 2008 wurden etwa 600 analoge TV-Sendeanlagen und mehr als 8700 Füllsender abgeschaltet und durch 488 DVB-T-Sendeanlagen ersetzt.
Während es in den ersten Umstellungsgebieten oft eine mehrmonatige Simulcast-Phase (gleichzeitige Abstrahlung im analogen und digitalen Standard) gab, war diese Phase bei späteren Umstellungen deutlich kürzer; ab 2005 wurde in den meisten Gebieten gar ohne Zwischenlösung direkt von analog auf digital umgestellt.
Dadurch sollten mindestens 90 % der Haushalte die öffentlich-rechtlichen Sender mittels DVB-T über Dachantenne empfangen können. Das wurde über eine nahezu ausschließliche Abstrahlung über Grundnetzsender erreicht, analoge Füllsender wurden im Zuge der Umstellung weitestgehend stillgelegt. Das Ziel umschreibt der Digitalisierungsbericht 2006 der ALM so: „Außerdem haben sie die Ansprüche an eine Vollversorgung über terrestrische Frequenzen reduziert und konzentrieren sich nun auf die Hauptsenderstandorte mit dem Ziel, 90 bis 95 Prozent der Bevölkerung über Antenne zu erreichen.“
Die beiden großen Privatsenderketten (RTL und ProSiebenSat.1) strahlten nur in den zuerst erschlossenen Gebieten ihre Programme über DVB-T aus. Die privaten Sender hatten die Ausweitung der DVB-T-Abstrahlung in seit 2005 neu erschlossenen DVB-T-Regionen weitgehend eingestellt, nachdem eine Anschubfinanzierung der Ausstrahlungskosten durch die Landesmedienanstalten aufgrund von Klagen der Kabelnetzbetreiber nicht mehr möglich war. Ende 2007 gingen erstmals seit längerer Zeit wieder neue Multiplexe mit privaten Programmen auf Sendung, je ein Multiplex im Saarland und in Leipzig.
Im Januar 2013 gab die RTL Group die – später revidierte – Entscheidung bekannt, die Verbreitung ihrer Programme über DVB-T zum 31. Dezember 2014 einzustellen, in München sogar schon zum 31. Juli 2013. Als Gründe nannte man das Fehlen der Sicherheit für die Frequenzen über das Jahr 2020 hinaus – bereits im Oktober 2010 wurde die RTL-Frequenz in Nürnberg LTE zugewiesen – und einen fehlenden Branchenstandard für die Verschlüsselung. Dies sei auch die Grundvoraussetzung für kleinere Sender gewesen, was jedoch den o. g. Neuaufschaltungen kleiner Lokalsender widersprach. Am 2. April 2013 gab ProSiebenSat.1 überraschend bekannt, die Ausstrahlung bis Ende 2017 zu verlängern, da die Nutzung ihrer Programme bei DVB-T-Haushalten überdurchschnittlich hoch sei. Am 3. Juni 2014 veröffentlichte auch die RTL Group ihre Entscheidung, ihre Free-TV-Programme mindestens zwei weitere Jahre lang (bis 31. Dezember 2016) über DVB-T auszustrahlen. Als Grund wurde angeführt, das sich mit einer von Media Broadcast geplanten bundesweiten DVB-T2-Plattform ein tragbares kommerzielles Geschäftsmodell für digitales Antennenfernsehen abzeichne. RTL wollte über diese Plattform künftig die Free-TV-Sender der Mediengruppe im HDTV-Format verschlüsselt auch terrestrischen Fernsehhaushalten anbieten.
Mit dem Sender Bad Mergentheim stellte der SWR am 30. Juni 2009 die letzte verbliebene öffentlich-rechtliche Sendeanlage von Analogbetrieb auf DVB-T um. Vom 1. Juli 2013 bis 2. Januar 2014 sendete das Vogtland Regional Fernsehen als letztes Programm terrestrisch noch analog.
Im Jahr 2007 nutzten 12 % der Haushalte in Deutschland einen DVB-T Receiver, im Jahr 2011 waren es 25 % und 2016 waren es 15,8 %.

## Übersicht über den Umstellungszeitplan
| Region (Sendeanlagen) | Umstellungsbeginn                   | Analogabschaltung                   | Multiplexe                      |
| --- | ----------------------------------- | ----------------------------------- | ------------------------------- |
| Berlin/Potsdam (Fernsehturm Alexanderplatz, Sender Scholzplatz, Berlin-Schäferberg) | 1. November 2002                    | 4. August 2003                      | zunächst 2, dann 8, jetzt 9     |
| Bremen/Unterweser (Schiffdorf, Fernmeldeturm Bremen, Steinkimmen) (ARD-Multiplex mit rbTV als viertem Programm, in Steinkimmen noch einmal mit tagesschau24) | 24. Mai 2004                        | 8. November 2004                    | erst 6, jetzt 7                 |
| Hannover (Telemax, Hemmingen), Braunschweig (Fernmeldeturm Broitzem, Heizkraftwerk) | 24. Mai 2004                        | 8. November 2004                    | erst 4, dann 6, jetzt 7         |
| Köln (Colonius)/Bonn (Venusberg) | 24. Mai 2004                        | 8. November 2004                    | erst 5, jetzt 6                 |
| Großraum Rhein-Main (Hohe Wurzel, Großer Feldberg, Europaturm Frankfurt) | 4. Oktober 2004                     | 6. Dezember 2004                    | erst 2, jetzt 6                 |
| Düsseldorf/Ruhrgebiet (Essen-Holsterhausen, Florianturm, Rheinturm, Langenberg/Hordtberg, Wesel-Büderich) | 8. November 2004                    | 4. April 2005                       | erst 5, jetzt 6                 |
| Hamburg/Lübeck | 8. November 2004                    | März 2005                           | erst 6, jetzt 7                 |
| Kiel/Flensburg | 8. November 2004                    | März 2005                           | 5, später 6 (3)                 |
| Füllsender Düsseldorf/Ruhrgebiet (Kleve/Bresserberg) | 4. April 2005                       | 4. April 2005                       | 2                               |
| Südbayern, München (Olympiaturm) | 30. Mai 2005                        | 31. August 2005                     | 6                               |
| Nürnberg Stadt (Fernmeldeturm Nürnberg) | 30. Mai 2005                        | 31. August 2005                     | 6 bzw. 5 (seit 7. Oktober 2010) |
| Südbayern (Wendelstein) | 30. Mai 2005                        | 30. Mai 2005                        | 6                               |
| Nürnberg/westl. Oberpfalz (Dillberg) | 30. Mai 2005                        | 30. Mai 2005                        | 3                               |
| Mitteldeutschland (Leipzig/Halle/Erfurt/Weimar) | 5. Dezember 2005                    | 5. Dezember 2005                    | 3                               |
| Mecklenburg-Vorpommern (Schwerin, Rostock, Marlow, Garz (Rügen), Wolgast, Heringsdorf, Helpterberg) (ARD-Multiplex nur Das Erste und Regionalprogramme) | 6. Dezember 2005                    | 6. Dezember 2005                    | 2                               |
| Osnabrück/Lingen (Osnabrück-Engter, Lingen, Bad Rothenfelde) (Bad Rothenfelde nur NDR-Multiplex) | 14. Dezember 2005                   | 14. Dezember 2005                   | 3                               |
| Nordbaden/Rhein-Neckar (Heidelberg, Weinbiet) | 17. Mai 2006                        | 17. Mai 2006                        | 3                               |
| Ostfriesland (Aurich-Popens) | 22. Mai 2006                        | 22. Mai 2006                        | 3                               |
| Kaiserslautern (Dansenberg) | 22. Mai 2006                        | 22. Mai 2006                        | 3                               |
| Stuttgart (Frauenkopf) | 22. Mai 2006                        | 22. Mai 2006                        | 4                               |
| Hessen (Habichtswald, Hoher Meißner, Rimberg, Heidelstein, Angelburg, Würzberg) | 29. Mai 2006                        | 29. Mai 2006                        | 3                               |
| Göttingen/Weserbergland (Solling) | 29. Mai 2006                        | 29. Mai 2006                        | 3                               |
| Ostwestfalen-Lippe (Teutoburger Wald, Bielefeld-Hünenburg, Jakobsberg) | 29. Mai 2006                        | 29. Mai 2006                        | 3                               |
| Wuppertal (Küllenhahn) | 29. Mai 2006                        | 29. Mai 2006                        | 3                               |
| Nordwestbayern (Kreuzberg, Frankenwarte) | 29. Mai 2006                        | 29. Mai 2006                        | 3                               |
| Nordfriesland/Schleswig-Holstein West | 24. Oktober 2006                    | 24. Oktober 2006                    | 3                               |
| Ostbayern (Hohe Linie, Hoher Bogen, Brotjacklriegel, Pfarrkirchen) | 6. Dezember 2006                    | 6. Dezember 2006                    | 3                               |
| Brandenburg Süd (Frankfurt/Oder, Cottbus) | 12. Dezember 2006                   | 12. Dezember 2006                   | 3                               |
| Füllsender Düsseldorf/Ruhrgebiet (Gelsenkirchen-Scholven) | 1. Februar 2007                     | 1. Februar 2007                     | 1                               |
| Lüneburger Heide/Wendland (Uelzen-Sprakensehl, Visselhövede, Dannenberg-Zernien, Lüneburg/Steinhöhe, Rosengarten) (Dannenberg-Zernien ohne ZDF-Multiplex) | 13. März 2007                       | 13. März 2007                       | 3                               |
| Münsterland (Nottuln, Münster) | 12. Juni 2007                       | 12. Juni 2007                       | 3                               |
| Hochrhein/südlicher und mittlerer Schwarzwald (Brandenkopf, Totenkopf, Hochrhein) | 10. Juli 2007                       | 10. Juli 2007                       | 3                               |
| Weitere Teile Mitteldeutschlands (Leipzig, Oberlausitz, Dresden, Chemnitz, Chemnitz, Schöneck) | 23. Juli 2007                       | 23. Juli 2007                       | 3                               |
| Sachsen-Anhalt (Brocken, Magdeburg, Wittenberg, Halle) | 9. Oktober 2007                     | 9. Oktober 2007                     | 3                               |
| Südwestfalen (Nordhelle, Siegen, Hochsauerland) | 13. November 2007                   | 13. November 2007                   | 3                               |
| Aachen (Aachen-Stolberg, Mulleklenkes) | 20. November 2007                   | 20. November 2007                   | 3                               |
| Augsburg, Bay. Schwaben (Augsburg), Allgäu (Grünten, Hoher Peißenberg), Altbayern (Pfaffenhofen, Landshut), Region Oberschwaben-Bodensee (Höchsten), Alb-Donau-Gebiet (Ulm-Ermingen), Schwarzwald-Baar-Region (Donaueschingen), westliche Schwäbische Alb (Raichberg) | 27. November 2007                   | 27. November 2007                   | 3                               |
| Rheinland-Pfalz Süd (Donnersberg, Kettrichhof)/Nördlicher Schwarzwald und mittlerer Oberrhein (Fremersberg) | 4. Dezember 2007                    | 4. Dezember 2007                    | 3                               |
| Saarland (Göttelborner Höhe, Riegelsberg-Schoksberg, Spiesen) | 13. Dezember 2007                   | 13. Dezember 2007                   | 4                               |
| Berchtesgadener Land (Sender Untersberg) | 29. April 2008                      | 29. April 2008                      | 3                               |
| Südthüringen (Inselsberg, Sonneberg, Saalfeld, Kernberg (Jena)), Norden Sachsen-Anhalts (Dequede) | 1. Juli 2008                        | 1. Juli 2008                        | 3                               |
| Rheinland-Pfalz Nord (Koblenz, Ahrweiler, Bad Marienberg, später Linz) | 26. August 2008                     | 26. August 2008                     | 3                               |
| Ostwürttemberg (Aalen), Hohenlohe (Waldenburg), Nordschwarzwald (Pforzheim) | 5. November 2008                    | 5. November 2008                    | 3                               |
| Rheinland-Pfalz Nordwest (Trier, Eifel, Saarburg, Haardtkopf) | 12. November 2008                   | 12. November 2008                   | 3                               |
| Unterfranken (Pfaffenberg), Mittelfranken (Hesselberg, Büttelberg), Oberfranken (Ochsenkopf, Geisberg bei Bamberg), nördliche Oberpfalz (Amberg), Altmühltal (Gelbelsee)                                                                                              | 25. November 2008                   | 25. November 2008                   | 3                               |
| Taubertal (Bad Mergentheim) | 30. Juni 2009                       | 30. Juni 2009                       | 3                               |
| Füllsender Rheinland-Pfalz (Linz) | 30. September 2009                  | 30. September 2009                  | 3                               |
| Füllsender Baden-Württemberg (Oberböhringen, Heilbronn) | 14. Oktober 2009                    | 14. Oktober 2009                    | 3                               |
| Traunstein, Garmisch-Partenkirchen, Passau | 4. November 2009                    | 4. November 2009                    | 3                               |
| Lindau (Pfänder (A)) (ohne ZDF-Paket, 3sat über ORF-Paket) | 5. Oktober 2010                     | 5. Oktober 2010                     | 2                               |
| Füllsender Mecklenburg-Vorpommern (Waren/Müritz) | 8. Mai 2013 (ARD) 6. Mai 2014 (ZDF) | 8. Mai 2013 (ARD) 6. Mai 2014 (ZDF) | 2                               |
| Dresden-Wiener Platz (Dresden Fernsehen) | 1. Mai 2014                         | 10. Januar 2013                     | 1                               |

## Abbau der Frequenzzuweisung im 700MHz-Band
Für Deutschland plante die Bundesnetzagentur seit 2014 die Räumung der bislang von DVB-T genutzten Frequenzen zwischen 698 und 786 MHz (Kanal 49 mit 698 MHz bis Kanal 60 mit 786 MHz), um die frei werdenden Frequenzen an Anbieter für mobiles Breitband (z. B. mobiles Internet) zu versteigern. Die Grundlage für die so genannte Digitale Dividende II ist die Digitale Agenda 2014–2017, die an den Entscheidungen der Weltfunkkonferenz 2012 zum Thema Antennenfernsehen orientiert.
Ursprünglich wurde festgelegt, die Frequenzen bis 2025 für DVB-T, DVB-T2 und für professionelle Richtfunkstrecken zu reservieren. Geräumt werden, aber bis auf weiteres frei bleiben, soll nach den Plänen der Bereich zwischen 733 und 758 MHz. Betroffen von der Abschaltung wären über 100 DVB-T-Funkkanäle an diversen Standorten.
Die „Task Force DVB-T Deutschland von ARD und ZDF“ hebt die betroffenen Frequenzen seit August 2014 in ihrer Sender- und Programmliste hervor.

## Ablösung von DVB-T durch DVB-T2

Logo für DVB-T2 HD mit HEVC (Codec H.265) in Deutschland

Am 3. Juni 2014 gaben die Landesmedienanstalten bekannt, dass in Deutschland 2016 mit der Umstellung auf DVB-T2 begonnen werde und diese bis 2020 abgeschlossen sein soll. Die privaten und öffentlich-rechtlichen Sender einigten sich beim Umstieg auf die Verwendung von High Efficiency Video Coding (H.265), so dass mehr Programme in besserer Qualität ausgestrahlt werden können. Insbesondere soll dann auch hochauflösendes HDTV per Antenne empfangbar sein. Die privaten Programmanbieter wollten ihre Programme jedoch grundverschlüsselt übertragen. Die öffentlich-rechtlichen Anbieter sollten frei empfangbar bleiben.
Im August 2014 stellte die Bundesnetzagentur die Pläne zum beschleunigten Umstieg auf DVB-T2 vor. Die von den Sendeanstalten favorisierte Lösung per Simulcastverfahren bis 2019 DVB-T und DVB-T2 zur gleichen Zeit anzubieten, kann die Bundesnetzagentur aufgrund der Digitalen Agenda 2014 bis 2017 nicht mehr befürworten, weil bereits 2017 die Räumung der Kanäle 49 bis 60 abgeschlossen sein soll. Für die Nutzer der terrestrischen Sendetechnik hieß das im Vorfeld der Umstellung bei Neuanschaffungen DVB-T2-taugliche Endgeräte zu bevorzugen, die bis zum endgültigen Umstieg auf DVB-T2 auch DVB-T dekodieren können.
In Deutschland gab es einen DVB-T2-Modellversuch zu Testzwecken im Raum Hamburg (Lüneburg, Rosengarten), München und in Berlin. Neben der technischen Erprobung wurde auch ein Einführungsszenario entwickelt. Mit einer Einführung des neuen Standards DVB-T2 wurde ab Mai 2016 in einigen Ballungsräumen begonnen (Einstiegsphase). Der Endausbau war für Juni 2019 geplant. Der WDR nahm im August 2015 den Testbetrieb im Raum Köln/Bonn auf. Zur ANGA COM 2015 wurde das „DVB-T2 HD“ Logo vorgestellt. Es kennzeichnet Geräte, die einem doppelten Kompatibilitäts-Erfordernis genügen. Diese Geräte sind künftig uneingeschränkt kompatibel zu dem in Deutschland neu eingesetzten Codierstandard HEVC, und sie sind zugleich anschlussfähig für die IRDETO-Decodierungstechnik verschlüsselt gesendeter Übertragungen des deutschen Privatfernsehens.
Zur ersten Vorbereitung der Umstellung gab es 2009 einen Test im Raum Freimann bei München durch das Institut für Rundfunktechnik. 
In einigen Ballungsräumen wurde am 31. Mai 2016 eine vorlaufende DVB-T2-Test- und Einführungsphase aufgenommen, bei der bereits erste Kanäle in HD-Qualität angeboten werden. Am 29. März 2017 wurden bis zum Mittag in den Ballungsräumen grundsätzlich alle Programme von DVB-T auf DVB-T2 umgestellt. Nach dieser Umstellung in den Ballungsräumen würde der DVB-T-Empfang in Form eines stark eingeschränkten Simulcast-Betriebes mit einem Multiplex für maximal neun Monate weiterhin möglich sein. Es stehen keine Frequenzen für einen umfangreicheren Simulcast-Betrieb zur Verfügung.
Die Umstellung von DVB-T auf DVB-T2 ist in Deutschland seit 2019 abgeschlossen.